# Sorrento
|  | Per a altres significats, vegeu «Sorrento (desambiguació)». |

Sorrento és un municipi italià de la Ciutat metropolitana de Nàpols que té uns 17.000 habitants. Es troba a la costa septentrional de la península de Sorrento. Limita amb les comunes de Massa Lubrense i Sant'Agnello i comprèn les fraccions de Casarlano, Cessaran, Marano, Priora, Santa Lucia, Sorrento Capo i Sorrento Marina Grande

## Geografia

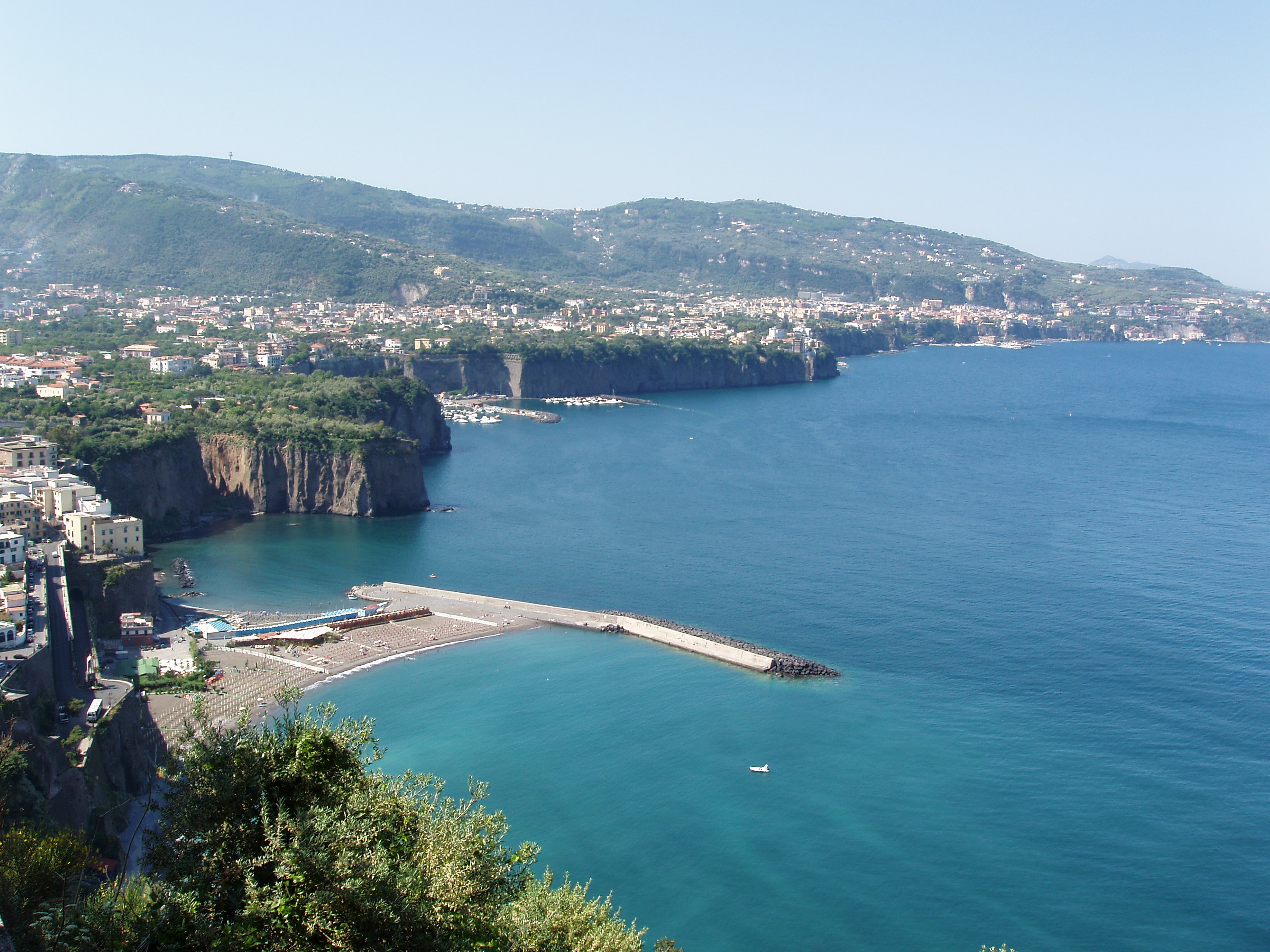
Vista de Sorrento

Sorrento és una petita ciutat de Campània, Itàlia, amb uns 16.500 habitants. És un popular destí turístic. S'arriba a ella fàcilment des de Nàpols i Pompeia, i està al sud-est de la fi de la línia fèrria Circumvesuviana. Té vistes al golf de Nàpols, i és un lloc clau de la península de Sorrento, amb molts miradors des d'on veure Nàpols (visible a través de la badia) i el mont Vesuvi.
L'estreta carretera que connecta Sorrento i Amalfi serpenteja pels més alts penya-segats de la Mediterrània.
Ferry i aerolliscadors parteixen cap a Nàpols, Amalfi, Positano, Capri i Ischia. Els penya-segats de Sorrento són impressionants i els seus luxosos hotels han atret famoses personalitats com Enrico Caruso i Luciano Pavarotti.

## Història

### Surrentum
El nom de Sorrento deriva del llatí Surrentum, derivat del grec Συρρεντόν (Syrrentón, confuència). Abans de la supremacia romana va ser una de les ciutats sotmeses a Nuceria, i va compartir la seva sort en la Guerra social. Va ser controlada pels romans l'any 89 aC, però després es van aliar les dues ciutats en la revolta del 90 com Estàbia, i va ser subjugada en els anys següents.
La seva prosperitat data del període imperial, quan Capreae era la residència preferida d'August i de Tiberi. Nombroses inscripcions sepulcrals d'esclaus imperials i d'homes lliures han estat trobades a Surrentum. Una inscripció mostra que Vespasià, l'any posterior al terratrèmol del 79, va restaurar l'horologio de la ciutat i la seva decoració arquitectònica. Una restauració similar d'un edifici desconegut de Nàpols en el mateix any està registrada en una inscripció de Surrentum.
Els temples més importants de Surrentum eren els d'Atenea i el de les sirenes (l'únic dedicat a elles, en temps històrics, en l'orbe grec), i va donar el seu nom al promontori. En l'antiguitat, Surrentum, era famosa pels seus vins, la seva pesca, i els seus vasos de figures roges. El descobriment aquí de monedes de Massalia, la Gàl·lia i les Illes Balears indica una gran activitat comercial.
La posició de Surrentum era molt segura, protegida per profunds congosts. L'única excepció a la seva protecció natural eren 275 metres al sud-est que eren defensats mitjançant muralles, la línia va ser continuada en temps posteriors. La disposició dels actuals carrers guarda la de la ciutat antiga, i la disposició dels camins emmurallats, els quals divideixen la plana fins a l'est, sembla datar d'alguna manera des dels romans. No s'han conservat ruïnes en la mateixa ciutat, però hi ha moltes restes al barri de la vila a l'est de la ciutat a la carretera cap a Estàbia, de la qual encara hi ha traços, en la direcció de la carretera actual, molt més alta, que travessa la muntanya. El lloc d'una de les més llargues muralles (possiblement pertanyent a la mansió imperial) està actualment ocupat per l'hotel Victòria, sota la terrassa del qual va ser trobat un petit teatre, el 1855; un antic túnel, excavat a la roca, descendeix per aquí fins a la vora del mar. Potser hi ha restes d'altres viles, però la ruïna més important és l'embassament dels aqüeductes subterranis just a l'exterior de la ciutat, a l'est, el qual no tenia menys de vint cambres, en cadascuna de les quals, d'uns 27 metres per 6 metres, s'hi han trobat tombes gregues i osques.
Hi ha un altre suburbi emplaçat sota la ciutat, al promontori a l'oest d'aquesta. A sota de l'Hotel Sirena hi ha subestructures i un túnel excavat a la roca. Al nord-oest, al Cap de Sorrento hi ha una altra vila, Bagni della Regina Giovanna, amb banys, i a la badia, al sud-est hi havia la vila de Polio Félix, l'amic del poeta Estaci, que descriu en Silvas II. 2, i les restes encara es conserven. Més allunyades, a l'oest hi ha altres viles, i més llunyà encara, hi ha el temple d'Atenea, al promontori anomenat també d'Atenea, en l'extremitat de la península (l'actual Punta Campanella). No hi ha cap resta del cèlebre temple de les Sirenes.

### Sorrento
Segons l'historiador llatí Diodor de Sicília, Sorrento va ser fundada per Líparos, fill d'Ausoni, qui va ser rei dels ausons, el regne es deia Ausònia i el fill d'Odisseu i Circe. L'antiga ciutat va estar probablement lligada als Ausona, tribu un dels més antics grups ètnics de la zona. En època preromana, Sorrento va ser influïda per la civilització grega: això pot ser degut a la presència de l'Atenaion, un gran santuari, que també, segons la llegenda, va ser fundat per Ulisses i originalment dedicat al culte de les sirenes, i és d'on ve el nom de Sorrento.

### Orígens de Sorrento
Va ser seu arquebisbal a partir de l'any 420. Després de la Caiguda de l'Imperi Romà d'Occident, va ser dominada pels ostrogots formant part de l'Imperi Romà de l'est. En 552 va passar a mans dels romans d'Orient, Els llombards, que van conquistar gran part de la Itàlia meridional, en la segona meitat del segle vi, i que la van assetjar en va. Com en els següents segles l'autoritat de la llunyana Bizanci va decaure, Sorrento, des del segle ix, va ser un ducat autònom, que lluitava amb les ciutats veïnes d'Amalfi, Salern i contra els sarraïns.
El 1133 va ser conquerida pel normand Roger II de Sicília. El 1337 el ducat de Sorrento va ser incorporat al Regne normand, i en endavant la història de Sorrento va estar lligada, com Nàpols i altres ciutats de Campània, a l'acabat de crear Regne de Sicília.
El 13 de juny de 1558 fou saquejada pels pirates musulmans, que van agafar 3.000 presoners, i una nova línia de muralles va ser, per tant, construïda. El succés que més va cridar l'atenció en els següents segles va ser la revolta contra la dominació espanyola de 1648, encapçalada per Giovanni Grillo. El 1656 una plaga afecta la ciutat, que va assolar a alguns dels més importants centres de la Campània meridional.
Sorrento va entrar a formar part de la República de Nàpols de 1799. En el segle l'economia de la ciutat va millorar de forma notable, afavorida pel desenvolupament de l'agricultura, turisme i comerç. Una carretera que connectava Sorrento amb Castellammare di Stabia va ser inaugurada sota el regnat Ferran II de les Dues Sicílies (1830-1859).
El 1861 Sorrento, va ser oficialment annexionada al nou Regne d'Itàlia. En els següents anys, fins al segle xx, es va confirmar i va augmentar el seu estatus d'una de les més famoses destinacions turístiques d'Itàlia. Personatges famosos la van visitar, com Lord Byron, Keats, Goethe i Walter Scott.

### La Sorrento actual

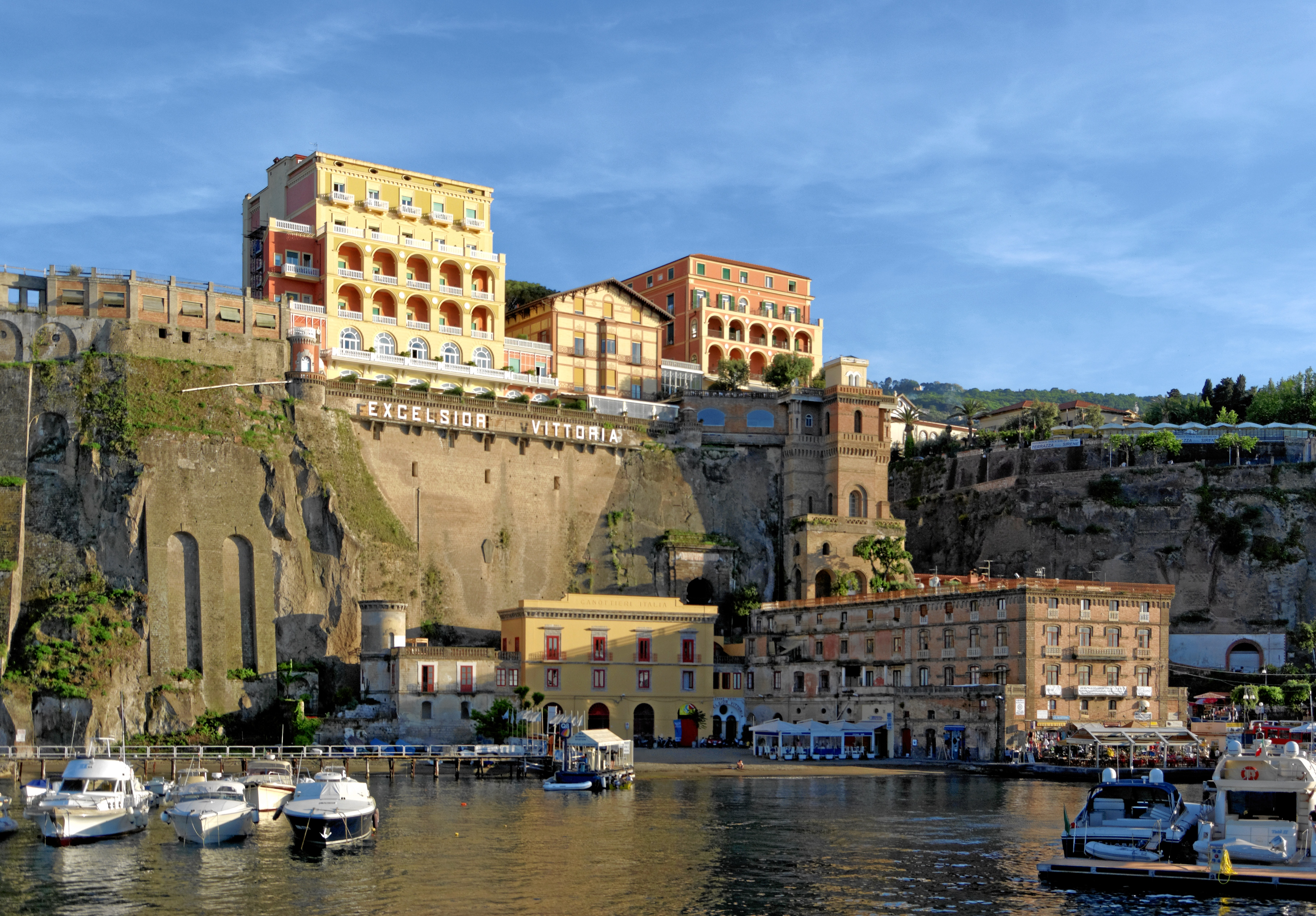
Vista de Sorrento

El centre històric de la ciutat mostra encara el traçat ortogonal dels carrers d'origen romà, mentre que, cap a la muntanya, està envoltada per muralles del segle xvi. Es troben el Duomo, reedificat al segle xv, amb façana neogòtica, i l'església de Sant Francesc d'Assís, amb un notable fresc del segle xiv. Al museu Correale estan exposades col·leccions de troballes grecs i romans i de porcellanes de Capodimonte, amb una secció de pintura dels segles xvii - xix. Des dels seus jardins, a més, gaudeix d'una magnífica vista sobre el golf. A prop de la Punta del Capo, a 3 km cap a l'oest, es troben restes romans, suposadament la vila de Polio Félix (segle i)

## Economia
L'economia local es basa sobretot en el turisme, cultural i de platja, en l'agricultura (nous, raïm, oliveres, etc.) I en la Indústria alimentària i en la artesania tan característica de la fusta. Sorrento és famós per la producció de limoncello, un licor fet a base d'escorces de llimona, alcohol, aigua i sucre. També hi ha altres produccions agrícoles incloent vi, nous i oliveres.

## Cultura

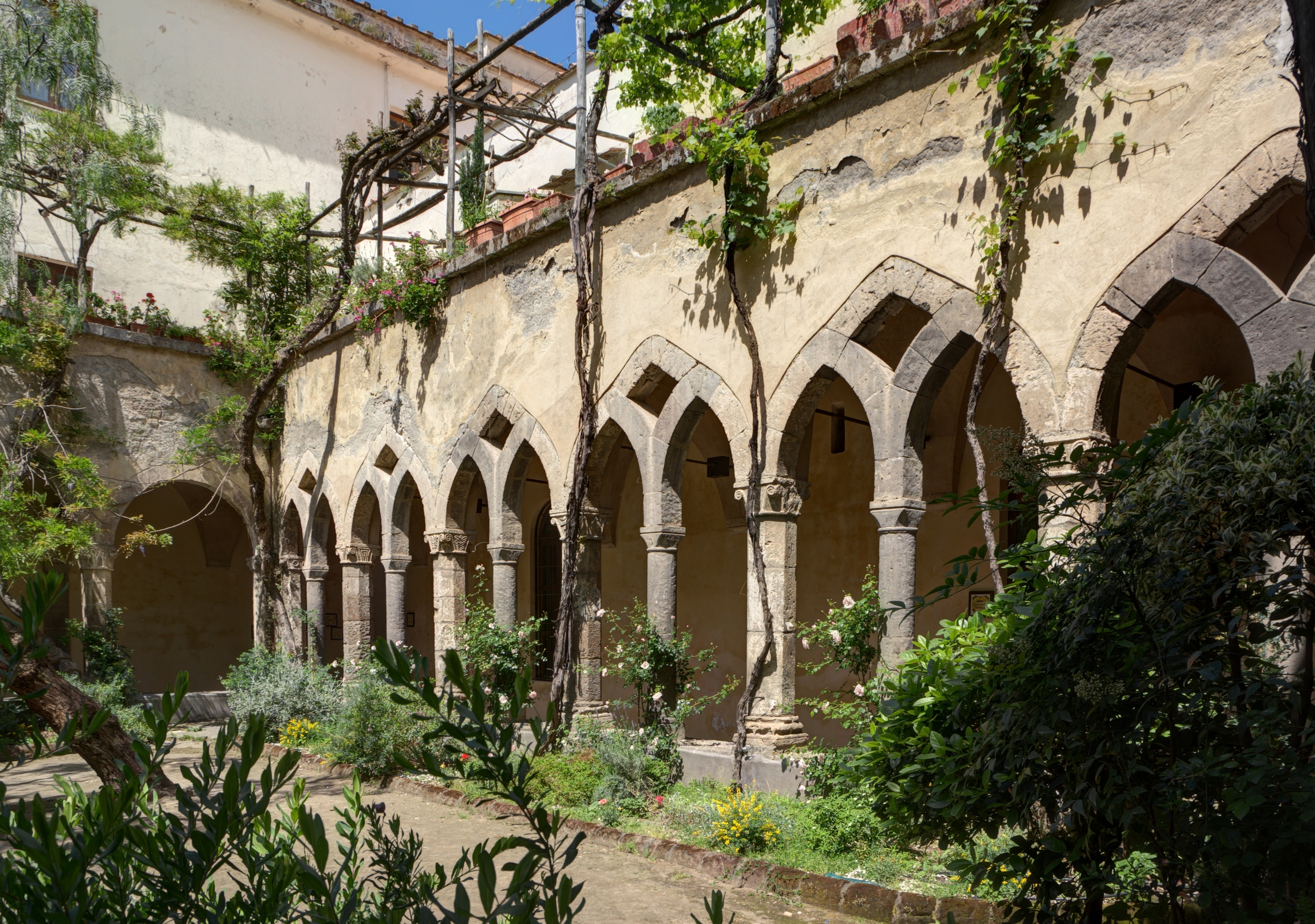
El claustre de l'església de Sant Francesc, a Sorrento.

Sorrento va ser el lloc de naixement del poeta Torquato Tasso (1544-1595), autor de “Gerusalemme Liberata”. A la dècada de 1920, el famós escriptor soviètic Maksim Gorki va viure a Sorrento, i a finals del segle xix i principis del XX i va viure i finalment i va morir el cèlebre novel·lista estatunidenc Francis Marion Crawford.

### Una cèlebre cançó:Torna a Surriento
A Sorrento li va ser dedicada una de les cançons napolitanes més cèlebres, Torna a Surriento. La cançó va ser composta per a la visita a Sorrento de Giuseppe Zanardelli, en aquells dies president del consell de ministres, el 15 de setembre de 1902.
El baró Guglielmo Tramontano, alcalde de la ciutat i propietari de l'hotel on Zanardelli s'allotjava, va demanar als germans Gian Battista i Ernesto De Curtis que van compondre una cançó per honorar l'il·lustre hoste, amb l'esperança d'obtenir a canvi algunes intervencions a favor de Sorrento, entre elles l'obertura d'una oficina postal. Ernesto De Curtis va recuperar una vella melodia que havia compost alguns anys abans, i el germà escriu en el moment un text apropiat per a la situació: així va néixer Torna a Surriento .
Amb algunes modificacions en la lletra, la cançó va ser presentada al Festival de Piedigrotta el 1905: des d'aquest moment va començar l'èxit d'aquesta música, convertida en una de les cançons napolitanes més famoses del món.

### Esports
El 29 de maig de 1991 la 4a etapa del Giro d'Itàlia 1991 va acabar a Sorrento, amb la victòria del francès Eric Boyer.

### Trobades internacionals de cinema
La ciutat és també seu de les trobades internacionals del Cinema. El 2005 es va realitzar la 40a edició.

### Pel·lícules
El 1955 es va rodar a Sorrento la pel·lícula Pa, amor i... ("Pane amore e...") dirigida per Dino Risi, amb Sofia Loren i Vittorio De Sica.